# アントリフトタール
アントリフトタール (ドイツ語: Antrifttal) は、ドイツ連邦共和国ヘッセン州フォーゲルスベルク郡の町村（以下、本項では便宜上「町」と記述する）である。

## 地理

### 位置
アントリフトタールは、南のフォーゲルスベルク山地と北東のクニュル山地との間のアントリフト川（シュヴァルム川の支流）の谷に位置している。
この町の面積 26.59 km2 のうち、54 % (14.3 km2) が農業に利用されている。

### 隣接する市町村
アントリフトタールは、北はヴィリングスハウゼン（シュヴァルム＝エーダー郡）、東と南はアルスフェルト、西はキルトルフ（以上、フォーゲルスベルク郡）、北西はノイシュタット (ヘッセン)（マールブルク＝ビーデンコプフ郡）と境を接している。

### 自治体の構成
ヘッセン州の地域再編に伴い、1972年1月1日にカッツェンベルクおよびベルンスブルクに属していた 4 つの村が合併して、自治体アントリフトタールが形成された。この町は、以下の地区で構成される。
- ベルンスブルク
- オーメス
- ルールキルヒェン
- ザイベルスドルフ
- フォッケンロート

町政機関はルールキルヒェンにある。

## 行政

### 議会
アントリフトタールの町議会は、15議席からなる。

### 首長
ディートマール・クリストは、2013年9月22日の町長選挙で町長に初選出された。彼は2019年5月26日の選挙でも 60.2 % の票を獲得して再選された。

### 姉妹自治体
- ロゾーラ（イタリア、マルケ州）

この他にザイベルスドルフ地区は、バイエルン州オーバーフランケンのマルクトローダッハ町内ザイベルスドルフ地区と友好地区協定を結んでいる。

### 紋章
図柄: 赤地に、互いに背を向けた 2 本の銀の斧

## 文化と見所
見所は、美しい木組み建築群の他、ベルンスブルクの中世風のプロテスタント教会やルールキルヒェンの13世紀の水城跡がある。広大な広葉樹や針葉樹の森、草原や野原をもつ緩やかな丘は、フォーゲルスベルクとクニュル山地との間の見事な中低山地地形を創り出している。こうした環境は、散策、乗馬、馬車で出かけるのに好適であり、アントリフト川の堰止め湖には水浴施設もある。

## 経済と社会資本

### 教育
ルールキルヒェン地区には基礎課程学校が 1 校と幼稚園が 1 園ある。

## 引用
1. ↑  Hessisches Statistisches Landesamt: Bevölkerung in Hessen am 31.12.2023 (Landkreise, kreisfreie Städte und Gemeinden, Einwohnerzahlen auf Grundlage des Zensus 2011)]
2. ↑  2011年3月27日の町議会議員選挙結果、ヘッセン州統計局（2012年7月14日 閲覧）
3. ↑  “Bürgermeisterwahl in Antrifttal am 22.09.2013”. 2021年10月21日閲覧。
4. ↑  “Bürgermeisterwahl in Antrifttal am 26.05.2019”. 2021年10月21日閲覧。